# AI versnelt

### AI versnelt
AI versnelt is een Nederlands consultancybedrijf dat zich richt op de implementatie van kunstmatige intelligentie (AI) bij bedrijven. AI versnelt stelt zich ten doel AI-technologie toegankelijk te maken voor een breder bedrijfsleven om de efficiëntie, productiviteit en het werkplezier te verhogen.

#### Geschiedenis
AI versnelt is opgericht met de visie dat de voordelen van AI niet beperkt moeten blijven tot grote, technologisch geavanceerde bedrijven. Het bedrijf is ontstaan uit de behoefte om MKB-eigenaren en hun werknemers te begeleiden in het complexe landschap van AI-oplossingen.

#### Diensten
De diensten van AI versnelt omvatten:
- Strategisch advies: Het identificeren van kansen voor AI-implementatie binnen de bedrijfsprocessen van een MKB.
- Implementatie: Het ondersteunen bij de selectie, integratie en ingebruikname van AI-tools, zoals geautomatiseerde klantenservice (chatbots), data-analyse en workflow-automatisering.
- Training en ondersteuning: Het opleiden van medewerkers om effectief met de nieuwe AI-systemen te werken.

#### Filosofie
De filosofie van AI versnelt is gebaseerd op de overtuiging dat AI een hulpmiddel moet zijn om menselijk werk te versterken, in plaats van te vervangen. Het bedrijf richt zich op het creëren van een positieve impact door werkprocessen te optimaliseren en medewerkers de kans te geven zich te richten op creatievere en meer waardevolle taken.
1. ↑  AI versnelt - AI Oplossingen voor Kleine en Middelenbedrijven. aiversnelt.nl. Geraadpleegd op 19 augustus 2025.
2. ↑  AI versnelt - AI Oplossingen voor Kleine en Middelenbedrijven. aiversnelt.nl. Geraadpleegd op 19 augustus 2025.
3. ↑  AI versnelt - AI Oplossingen voor Kleine en Middelenbedrijven. aiversnelt.nl. Geraadpleegd op 19 augustus 2025.